# Clearwater County (Minnesota)
 For alternative betydninger, se Clearwater County. (Se også artikler, som begynder med Clearwater County)
Clearwater County er et county i den amerikanske delstat Minnesota. Amtet ligger i den centrale af delstaten og grænser op til Beltrami County i nordøst, Hubbard County i sydøst Becker County i syd Mahnomen County i sydvest og mod Polk County og Pennington County i nordvest.
Clearwater Countys totale areal er 2.667 km² hvoraf 91 km² er vand. I 2000 havde amtet 8.423 indbyggere. Amtets administration ligger i byen Bagley.
I Clearwater County ligger den lille sø Lake Itasca, som regnes for Mississippiflodens udspring. Dele af indianerreservaterne Red Lake and White Earth ligger i amtet.
Amtet har fået sit navn efter floden Clearwater River som løber igennem amtet og søen Clearwater Lake.

## Demografi
Ifølge folketællingen fra 2000 boede der 8.423 personer i amtet. Der var 3.330 husstande med 2.287 familier. Befolkningstætheden var 24 personer pr. km². Befolkningens etniske sammensætning var som følger: 89,26% hvide , 0,19% afroamerikaner, 8,58% indianer, 0,25% asiatisk oprindelse, 0,01% stillehavsørene, 0,24% fra andre racer, og 1,47% fra to eller flere racer. 0,77% af befolkningen var spansktalende eller Latino af enhver race. Befolkningens oprindelse var 43,6% nordmænd, 15,6% tysk , 6,5% svensk og 6,2% amerikanske aner.
Der var 3.330 husstande, hvoraf 30,60% havde børn under 18 år boende. 56,80% var ægtepar, som boede sammen, 7,50% havde en enlig kvindelig forsøger som beboer, og 31,30% var ikke-familier. 27,90% af alle husstande bestod af enlige, og i 14,50% af tilfældende boede der en person som var 65 år eller ældre.
Gennemsnitsindkomsten for en hustand var $ 30.517 årligt, mens gennemsnitsindkomsten for en familie var på $ 39.698 årligt.